# STAP
En el universo cinematográfico de la Guerra de las Galaxias, Los STAP (Single Troop Aerial Plataform) eran unos vehículos con forma de arco de un solo pasajero usados por los droides de batalla de la Federación de comercio. Estas plataformas servían para explorar a gran velocidad sitios muy inhóspitos y así asegurarle un mayor control a la Federación durante cualquier operación. Los STAPs fueron usados en la invasión de Naboo y en las Guerras Clon.
- Datos: Q3943941